# Os Imigrantes
Os Imigrantes é uma telenovela brasileira produzida pela Rede Bandeirantes e exibida de 27 de abril de 1981 a 7 de junho de 1982, em 333 capítulos, substituindo O Meu Pé de Laranja Lima e sendo substituída por Os Imigrantes: Terceira Geração – continuação desta.
Foi escrita por Benedito Ruy Barbosa, com colaboração de Wilson Aguiar Filho e Renata Pallottini, teve direção de Atílio Riccó e Henrique Martins. Sucesso de crítica e de público, alcançou audiência média de 24 pontos, vencendo o Troféu Imprensa e seis categorias do Prêmio APCA.
Conta com Rubens de Falco, Altair Lima, Othon Bastos, Maria Estela, Yoná Magalhães, Valdir Fernandes, Cristina Mullins e Fúlvio Stefanini nos papéis principais.

## Antecedentes
Os Imigrantes foi dividida em diversas fases, numa proposta da Rede Bandeirantes em retratar a imigração no Brasil no final do século XIX. Foi uma das mais bem produzidas telenovelas da emissora, chegando a ser um sucesso de audiência, solidificou um público cativo de telenovelas para o canal e foi a grande campeã nas distribuições de prêmios em 1981, pela crítica especializada.

## Produção

Os três protagonistas da telenovela, Altair Lima como Antonio Hernández, Othon Bastos como António Pereira e Rubens de Falco como Antonio Di Salvio

Faltando dois meses para o término de Cabocla (1979), Benedito Ruy Barbosa foi contratado pela Rede Bandeirantes. Ele escreveu Os Imigrantes até o capítulo 313, pois em 1982 havia sido recontratado pela Rede Globo para escrever Paraíso. Pela Globo, retrataria a saga de imigrantes no Brasil em Vida Nova (1988), Terra Nostra (1999) e Esperança (2002). Assim sendo, foi substituído no roteiro por Wilson Aguiar Filho - que posteriormente assinaria outros dois sucessos fora da Globo, Dona Beija (1986) e Kananga do Japão (1989), ambas na extinta Rede Manchete.
A novela teve cenas gravadas na fazenda São Sebastião, em Amparo, no interior de São Paulo, a mesma fazenda foi usada para as gravações do filme brasileiro A Carne (1975), e para a novela do SBT, Os Ossos do Barão (1997).
A cidade de Amparo, com seu centro histórico, também serviu como cenografia para ambientação na antiga São Paulo dos anos 1910 e 1920.
Os figurinos de Os Imigrantes, concebidos por Gianni Ratto, foram alugados pela Bandeirantes por um preço simbólico para a produção do filme O Quatrilho (1995) de Fábio Barreto, que foi indicado ao Oscar de Melhor Filme Estrangeiro.
Em Os Imigrantes: Terceira Geração, alguns personagens tiveram seus atores substituídos, Lúcia Veríssimo por Denise Del Vecchio, e o loiro José Parisi Júnior foi substituído pelo moreno João Signorelli para fazer o mesmo personagem, Youssefinho.
Nas Eleições gerais no Brasil em 1982, ano em que a novela estava no ar, o ex-Presidente da República do Brasil, Jânio Quadros, gravou uma participação especial, vivendo ele mesmo. Com os cabelos e bigodes pintados de preto, o político relembrou o ano de 1958, retratado na trama, quando era governador do estado de São Paulo (1955-1959), e anunciou a sua intenção de candidatar-se à Presidência da República.

## Enredo

### Primeira fase
Em 1892, o italiano Antonio Di Salvio, o espanhol Antonio Hernández e o português Antonio Pereira chegam ao Brasil sob a promessa de trabalho farto, se tornando grandes amigos e indo trabalhar nas lavouras de café do cruel Décio Coutinho, que trata os imigrantes com desprezo. Hernandez é o primeiro a ir embora para São Paulo; Pereira vai na sequência após ser impedido de namorar Biá – filha ilegítima do fazendeiro com a ex-escrava Tude. Já Di Salvio enfrenta a fúria do Décio para cortejar Isabel, prometida ao primo Júlio. 

### Segunda fase
Em 1917, após 25 anos, a vida dos três amigos tomou rumos diferentes. Pereira enriqueceu com uma transportadora, mas nunca casou, enfrentando Onofre para cortejar sua jovem filha Maria. Hernández se tornou líder sindical e vive em conflito com a esposa Mercedez, de quem assumiu o filho Francisco, por seu envolvimento em rebeliões políticas. Morando na Avenida Paulista, Di Salvio e Isabel tentam colocar os filhos Primo e Rosália na linha. Primo é um festeiro irresponsável, que se apaixona por Nininha, órfã que Di Salvio abriga em casa. Isabel maltrata a moça e, em dado momento, obriga o filho a se casar com a rica Antonietta, enquanto Nininha – grávida sem ninguém saber – casa com o professor Amadeu. Já Rosália se divide entre entre Ataliba, Renato e Miguel.
Ainda há José Antônio, filho de Biá que sonha em conhecer o pai, sem imaginar que é Hernandez, o drama dos imigrantes japoneses que trabalham para Di Salvio e são humilhados pela governanta Fräulen e a chegada da família turca Assad. Além disso, a epidemia Gripe Espanhola assola o país e mata Amadeu, Miguel e José Antônio.

### Terceira fase
Em 1932, André, filho de Nininha, e Renata, filha de Antonietta, se tornam amigos sem saberem que são irmãos. Com a explosão da Revolução Constitucionalista, os homens das famílias se alistam para lutar contra a eminente ditadura de Vargas, enquanto o casamento de Mercedez e Hernández entra em crise quando o espanhol convence Francisco a ir para a guerra.

### Quarta fase
Em 1954, com a morte dos três Antônios, a história acompanha a terceira geração dos netos, com a fúria de Isabel contra André, seu neto ilegítimo, e a disputa das primas Mariinha e Renata pelo espanhol Paquito.

## Exibição
Ao longo do tempo, a Bandeirantes já reapresentou Os Imigrantes em diversas ocasiões:
- em 1982, logo após o final da Terceira Geração, foi reapresentada em compacto de 30 capítulos no mesmo horário das 18h30;
- entre 1 de agosto a setembro de 1983, às 20h, foi reapresentada apenas a 1ª fase, em substituição a Sabor de Mel;
- entre 22 de janeiro de 1990 a 27 de maio de 1991, na faixa matutina, ocorreu a única reprise integral dos 333 capítulos até hoje;
- entre 27 de março e 22 de julho de 1995, as duas primeiras fases foram reprisadas, às 18h.[4][9]

- Em 2010, a emissora gaúcha Ulbra TV de Porto Alegre firmou uma parceria com a Rede Bandeirantes e comprou as três primeiras fases da novela, entre agosto de 2010 a abril de 2011, em três horários, em 190 capítulos remasterizados.
- De 3 de fevereiro a 27 de outubro de 2014, a Rede Vida exibiu os mesmos 190 capítulos que a Ulbra TV, às 23h.
- De 9 de maio a 16 de dezembro de 2022, pela TV Brasil, às 18h. A emissora exibiu os mesmos 190 capítulos exibidos pela Ulbra TV e Rede Vida.[10]
- Foi exibida pela segunda vez pela TV Brasil às 20h00 entre 27 de Março a 7 de novembro de 2023 substituindo a série Brasil Imperial.
- Foi exibida uma versão compacta de 10 capítulos entre 08 a 18 de novembro de 2023 e sendo substituída por Maria Madalena.

### Exibição em Portugal
A telenovela estreou em Portugal no dia 19 de Maio de 1987 na RTP2.
- Segunda a sexta-feira, 14h/15h, de dia 19-05-1987[11] até 05-07-1988.[11]

## Elenco
| Ator                   | Personagem                              |
| ---------------------- | --------------------------------------- |
| Rubens de Falco        | Antonio Di Salvio                       |
| Othon Bastos           | António Pereira                         |
| Altair Lima            | Antonio Hernández                       |
| Yoná Magalhães         | Mercedez Molina Hernandez               |
| Maria Estela           | Isabel Coutinho Di Salvio               |
| Valdir Fernandes       | Primo Di Salvio                         |
| Nicole Puzzi           | Antonietta Martini Di Salvio            |
| Cristina Mullins       | Nina Xavier (Nininha)                   |
| Fúlvio Stefanini       | Prof. Amadeu                            |
| Ísis Koschdoski        | Rosalia Di Salvio Bohrer                |
| Fausto Rocha Jr.       | Renato Bohrer                           |
| Agnaldo Rayol          | Miguel                                  |
| Sandra Barsotti        | Maria Rodrigues dos Anjos               |
| Cláudia Alencar        | Antonia Rodrigues dos Anjos             |
| Maria Aparecida Báxter | Giselda Rodrigues dos Anjos             |
| Arnaldo Weiss          | Onofre dos Anjos                        |
| Paulo Castelli         | Ricardo                                 |
| Hélio Cícero           | Ataliba                                 |
| Tácito Rocha           | Lula                                    |
| Arlindo Barreto        | José Antônio da Silva                   |
| Chica Xavier           | Biá da Silva                            |
| Emílio Di Biasi        | Anacleto Xavier                         |
| Dionísio Azevedo       | Tufik Assad                             |
| Flora Geny             | Rosita Assad                            |
| Luís Carlos Arutin     | Youssef Assad                           |
| Riva Nimitz            | Matilde Assad                           |
| Dionisio Jacob         | Jorge Assad (Jorginho)                  |
| José Parisi Júnior     | Youssef Assad Filho (Youssefinho)       |
| Elizabeth Gasper       | Frida Fräulen                           |
| Carlos Takeshi         | Hiroshi Yamasaki                        |
| Midore Tange           | Hiroe Yamasaki                          |
| Gésio Amadeu           | Josué                                   |
| Lizette Negreiros      | Cacilda                                 |
| Solange Theodoro       | Helena                                  |
| David Leroy            | Rodolfo                                 |
| Baby Garroux           | Pierina                                 |
| Marcela Muniz          | Maninha Martini                         |
| Mateus Carrieri        | Francisco Molina Hernandez              |
| Saray Takatsuka        | Mitsuko Yamasaki                        |
| Inclusos na 3ª fase    |                                         |
| Afonso Nigro           | André Di Salvio                         |
| Cristiane Rando        | Renata di Salvio                        |
| Lillian Vizzachero     | Maria da Paz "Mariinha" Coutinho Bohrer |
| Débora Rosa            | Vitória Fräulen                         |
| Ulisses Bezerra        | Paquito                                 |
| Cláudio Corazza        | Francisco Molina (jovem)                |
| Alexandre Bittar       | Alexandre                               |
| Inclusos na 4ª fase    |                                         |
| Paulo Betti            | André di Salvio                         |
| Lúcia Veríssimo        | Maria da Paz "Mariinha" Coutinho Bohrer |
| Lúcia Veríssimo        | Isabel (jovem)                          |
| José Piñero            | Paquito                                 |
| José Piñero            | Antonio Hernández (jovem                |
| Christiane Rando       | Renata di Salvio                        |
| Márcio De Lucca        | Francisco Molina                        |
| Suzy Camacho           | Vitória Fräulen                         |
| Virginie Boutaud       | Irma                                    |
| Cássia Stancatti       | Dulce                                   |

### Participações especiais
| Ator                  | Personagem                                  |
| 1ª fase               | 1ª fase                                     |
| --------------------- | ------------------------------------------- |
| Rolando Boldrin       | Décio Coutinho                              |
| Norma Bengell         | Nena Coutinho                               |
| Luiz Armando Queiroz  | Júlio Coutinho                              |
| Herson Capri          | Antonio di Salvio (jovem)                   |
| David Arcanjo         | Antonio Pereira (jovem)                     |
| Solange Couto         | Biá da Silva (jovem)                        |
| Elza Maria            | Tude da Silva                               |
| Carlo Briani          | Matteo                                      |
| Manfredo Colassanti   | Genaro                                      |
| Ênio Santos           | Dr. Olavo Coutinho                          |
| Chica Lopes           | Rosaura                                     |
| Walter Cruz           | Fiscal do navio                             |
| Sônia Samaia          | Inês Xavier                                 |
| Cláudio Lucchesi      | Bruno Xavier                                |
| Lucila Rutge          | Maria Xavier                                |
| Rubens Pignatari      | Dr. Godói                                   |
| Everaldo Bispo Lobão  | Alaor                                       |
| Henricão              | Pai de Alaor                                |
| Maria Helena Zeferino | Mãe de Alaor                                |
| Cilas Gregório        | Honório                                     |
| Marco Donizetti       | Antão                                       |
| Abílio Herlander      | Manoel                                      |
| José Nunes            | Alfredo                                     |
| 2ª–4ª fases           |                                             |
| Paulo Autran          | Paco Valdez                                 |
| Rodrigo Santiago      | Gino Meneghetti                             |
| Abrahão Farc          | Domingues                                   |
| Solange Corrêa        | Linda                                       |
| Yara Grey             | Ruth                                        |
| Carmen Marinho        | Maria Rita                                  |
| Heloísa Machado       | Juliette                                    |
| Leonardo Camilo       | Vadinho                                     |
| José Augusto Zago     | Detetive Gomes                              |
| Ademilton José        | Jarbas                                      |
| Felipe Donavan        | Ramiro                                      |
| Blota Filho           | Militante do MMDC                           |
| Edgard Franco         | Militar da revolução de 1932                |
| Luiz Serra            | Padre no casamento de Primo e Antonieta     |
| Júlio Medaglia        | Músico no baile de Primo e Nina             |
| Felipe Donovan        | Delegado que prende Paco Valdez e Hernandez |
| Paulo Weudes          | Assassino de Hernandez                      |
| André Loureiro        |                                             |
|                       |                                             |

## Lançamento e repercussão

### Audiência
24 pontos foi a audiência média de Os Imigrantes em São Paulo, quando foi exibida pela primeira vez, em 1981.

### Recepção
Durante a terceira reprise da telenovela, em 1995, o jornalista da Folha de S.Paulo, José Simão, brincou dizendo: "E o que a gente faz quando a Band entra com "Os Imigrantes"? Emigra pra Globo! Que a Globo entra com os Irmãos e a gente com a Coragem!", referindo-se ao fato de Os Imigrantes concorrer com o remake de Irmãos Coragem, a novela das seis da Rede Globo na época.
Nesta terceira reprise, iniciada em março de 1995, apenas as duas primeiras fases foram apresentadas, em julho do mesmo ano a emissora decidiu interromper a reapresentação, uma telespectadora de São Luís, capital do Maranhão, reclamou na Folha de S.Paulo:
| “ | "Por que tiraram do ar `Os Imigrantes'? Gostaria de manifestar minha decepção com a Rede Bandeirantes, que retirou do ar, sem mais nem menos, a novela "Os Imigrantes". Tenho 16 anos e pela primeira vez estava tendo a oportunidade de acompanhá-la desde o início. Apesar de antiga, era uma ótima novela, com elenco e autor excelentes. Além disso, era um verdadeiro banho de cultura a cada capítulo. Usava humor e romantismo para abordar temas da história brasileira e mundial. Ana Cristina S. Nascimento São Luís, MA. | ” |

## Legado
Em 27 de outubro de 2000, a Rede Globo transmitiu o especial TV 50 Anos, em homenagem a história da teledramaturgia brasileira, Os Imigrantes foi relembrada.
Em 29 de dezembro de 2002, a Bandeirantes exibiu o especial Band, 35 Anos de História, foram exibidas imagens de Os Imigrantes.

### Prêmios e indicações
Os Imigrantes recebeu o Troféu Imprensa de melhor novela concorrendo com Baila Comigo e Ciranda de Pedra, ambas da Rede Globo, na edição realizada em 1982, a primeira do prêmio no recém inaugurado SBT, em 10 de janeiro de 1982 encerrando uma sequência de vitórias da Rede Globo em 13 anos, a última novela não produzida pela Rede Globo a receber o prêmio até então foi Beto Rockfeller da extinta Rede Tupi que recebeu o prêmio de melhor novela de 1969.